# Ella Alvelin Malm
Ella Kristina Beatrice Alvelin Malm, född 31 maj 2008, är en svensk friidrottare som främst tävlar i längdhopp och trestegshopp.

## Karriär
Malm har tagit ett flertal SM-medaljer på junior/ungdomsnivån. Bland annat har hon ett guld från 2023 i tresteg, och inomhus vann hon dubbla guld i längdhopp och tresteg. På seniorsida tog hon i juni 2024 vid Svenska mästerskapen i friidrott 2024 i Uddevalla ett brons i tresteg där hon hoppade 13,04 meter, vilket var en ökning av hennes personliga rekord med 4 decimeter. Hoppet kvalade in som 34:e längsta genom tiderna.